# Kring vrienden van 's-Hertogenbosch
Kring vrienden van 's-Hertogenbosch is een vereniging in 's-Hertogenbosch. 
De doelstelling van de vereniging is om de liefde en belangstelling voor de stad 's-Hertogenbosch te vergroten bij de leden. Daarnaast houden ze zich bezig met de heemkunde van de gemeente 's-Hertogenbosch. Onder andere ook door het beschermen van het historisch uiterlijk van de stad, qua architectuur.
De vereniging organiseert rondleidingen door onder andere Museum De Bouwloods, de toren van de Sint-Janskathedraal of de kathedraal zelf. De cursus Boschlogie is een initiatief waaraan ook de vereniging een aandeel heeft.